# Prkno

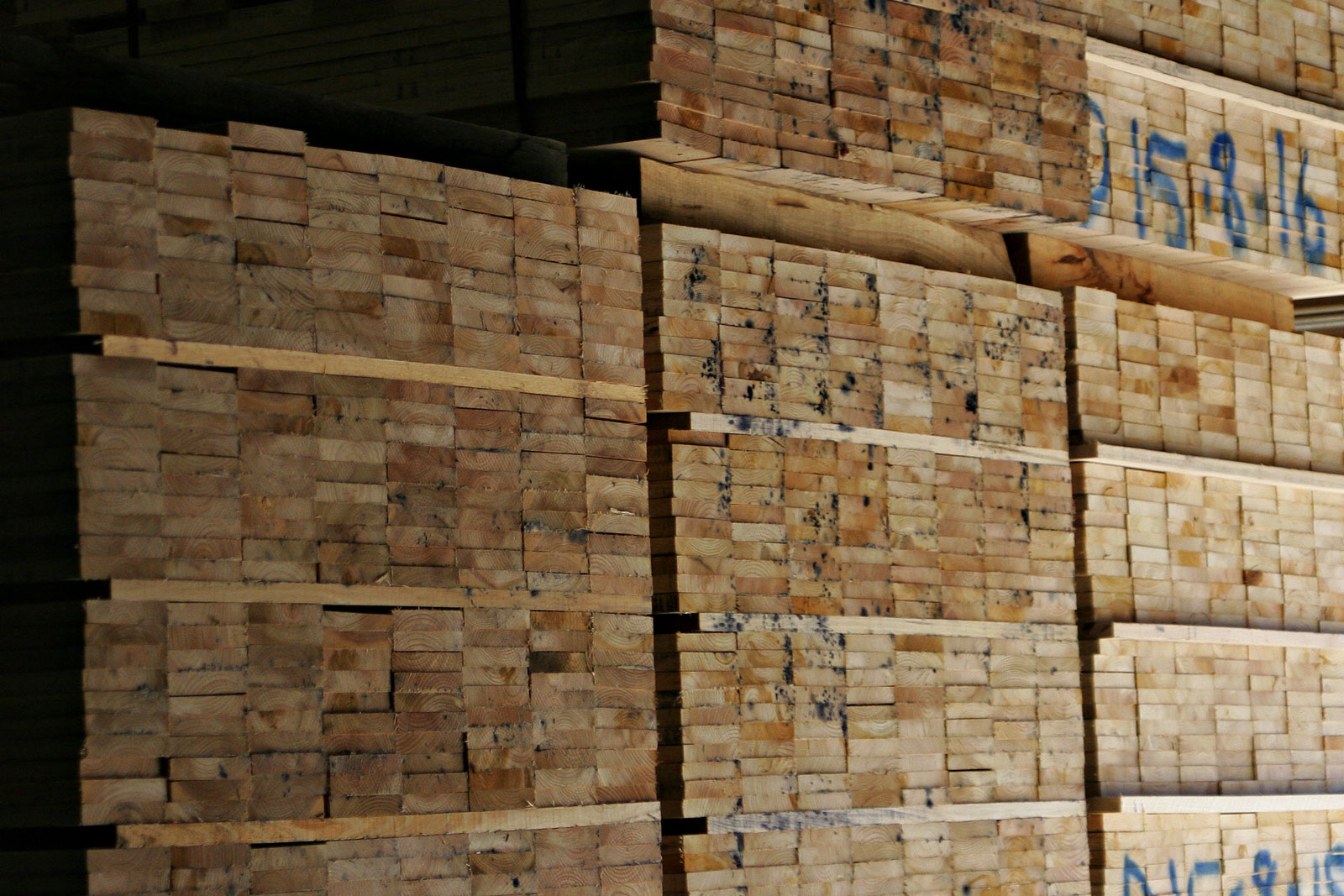
Hromada prken určených k převozu

Prkno (moravsky deska) je druh stavebního řeziva, které má šířku rovnou alespoň dvojnásobku své tloušťky (a více), tloušťku maximálně do 38 mm. Krajinová prkna mají tloušťku maximálně 25 mm a musí mít po celé délce alespoň jednu plochu dotčenou pilou. Je to dřevařský výrobek, který se vyrábí na strojních pilách resp. na katrech podélným řezáním jednotlivých
kmenů z poražených stromů. Používá se jako stavební materiál. Prknu se podobá fošna, která je oproti prknu tlustší, minimálně 38 mm.

## Použití
- výroba stropů, podlah, střech
- obklady stěn
- truhlářství – výroba nábytku
- pomocné stavební konstrukce